# Ariana Afghan Airlines
Ariana Afghan Airlines – afgańskie narodowe linie lotnicze, z siedzibą w Kabulu. Posiadają połączenia do Azji i Europy. Głównym hubem jest Port lotniczy Kabul. Linie Ariana są własnością rządu afgańskiego.

## Historia
Linia lotnicza została założona 27 stycznia 1955 roku pod nazwą Aryana Airlines gdzie 51% udziałów należało do rządu Afganistanu, pozostałe 49% należało do indyjskiej firmy Indamer Co. Ltd. Początkowo przewoźnik dla rządu afgańskiego wykonywał przewóz pielgrzymów do Dżuddy (docelowo Mekki) oraz kursy regularne z Afganistanu do Bahrajnu, Iranu, Libanu, Indii wykonywane trzema amerykańskimi samolotami Douglas DC-3s.
W 1957 roku amerykańskie linie lotnicze Pan American World Airways wykupiły 49% udziałów firmy Indamer Co. Ltd. W związku z przejęciem zmieniono nazwę linii na obecnie obowiązującą tj. Ariana Afghan Airlines oraz zwiększyła się samolotów do czterech Douglas DC-3s które obsługiwały regularne kursy z Kabulu do Amritsar, Nowe Delhi, Karaczi, Bahrajnu oraz Dżuddy. Uruchomiono również trasę nazwaną "Marco Polo" z Kabulu do Frankfurt nad Menem przez Kandahar, Teheran, Damaszek, Bejrut, Ankarę, Pragę, którą obsługiwał jedyny we flocie Douglas DC-4.
W 1970 roku linia wykonywała swoje loty krajowe oraz międzynarodowe do ZSRR, Indii, Pakistanu oraz na Bliski Wschód do Stambułu, Frankfurtu, Londynu. W tym czasie zatrudniała ona 650 osób oraz posiadała po jednym Boeingu 727-113C, Convair CV-440, Douglas DC-3 oraz dwa Douglas DC-6A/B. Na początku 1979 roku do floty samolotów dołączył McDonnell Douglas DC-10-30.
W połowie lat 80. posiadał dwa Boeingi 727-100Cs oraz jednego DC-10 który obsługiwał loty do ZSRR, Czechosłowacji, Dubaju. Podczas wojny sowiecko-afgańskiej przewoźnik był zmuszony przez Związek Radziecki do sprzedaży swojego Douglasa DC-10 liniom British Caledonian. W październiku 1985 roku linie zostały przejęte Bakhtar Afghan Airlines, które stały się narodowym przewoźnikiem. 
Po zakończeniu wojny przez ZSRR w 1989 i upadku rządu Mohammada Nadżibullaha, rządy w kraju przejęli Talibowie. Zmiany w polityce źle wpłynęły na dalszy rozwój linii Ariana. Spółka musiała wycofać swoje międzynarodowe loty, ponieważ flota przewoźnika zmniejszyła się do minimum. Składała się ona z kilku samolotów, które były przeznaczone jedynie na loty krajowe. Linie posiadały wtedy tylko garstkę rosyjsko-ukraińskich An-26, Jak-40 oraz trzy Boeingi 727. 
W październiku 1996 Pakistan umożliwił założenie tymczasowej bazy dla samolotów Ariana Afghan Airlines w Karaczi, do  1999 roku linie Ariana wykonywały tylko dwa międzynarodowe połączenia do Dubaju i Rijad w Arabii Saudyjskiej. Ograniczone zostały również połączenia cargo. Jednak sankcje nałożone przez radę bezpieczeństwa ONZ zmusiły linie do zawieszenia także tych połączeń międzynarodowych. 
W listopadzie 2001 linie zostały uziemione w całości. Po obaleniu rządów talibów w grudniu, linie przystąpiły do odbudowy swojej działalności. Miesiąc później sankcje ONZ zostały zniesione, co umożliwiło szybszy rozwój. W 2002 roku rząd Indii podarował trzy Airbusy A300s odkupione od Air India. W styczniu zainaugurowano pierwszy od 1999 roku lot międzynarodowy, samolot wystartował z Kabulu i wylądował na lotnisku Indiry Gandhi w Delhi, na swoim pokładzie miał 20 pasażerów w tym ministra turystyki oraz dyrektora Ariany. W czerwcu uruchomiono loty do Islamabadu, zaś w październiku loty Kabul - Frankfurt nad Menem. W 2005 roku między Indiami a Afganistanem podjęto porozumienie dotyczące wzmocnienia współpracy w lotnictwie cywilnym które obejmowało m.in. szkolenia dotyczące zarządzania portem lotniczym, kontrolą ruchu itp..
W marcu 2006 roku podczas kontroli naziemnej we Frankfurcie prowadzonej przez władze niemieckie w ramach programu SAFA, odkryto wiele uchybień w zakresie bezpieczeństwa dotyczące samolotów tej linii. Mimo wiedzy na temat uchybień, przewoźnik nie mógł poradzić sobie z problemem, dodatkowo nie odpowiadał we właściwy sposób w określonym czasie, na zapytania urzędu lotnictwa cywilnego Niemiec. W związku z tym Komisja Europejska wpisała Arianę na czarną listę pozbawiając dostępu do przestrzeni powietrznej na całym obszarze Unii Europejskiej. Jedynym wyjątkiem w tej sprawie była zgoda na loty do Europy zarejestrowanym we Francji Airbusem A310. 

## Kierunki lotów
| Kraj                         | Miasto         | IATA | ICAO | Port lotniczy                      | Uwagi |
| ---------------------------- | -------------- | ---- | ---- | ---------------------------------- | ----- |
| Afganistan                   | Herat          | HEA  | OAHR | Port lotniczy Herāt                |       |
| Afganistan                   | Kabul          | KBL  | OAKB | Port lotniczy Kabul                |       |
| Afganistan                   | Kandahar       | KDH  | OAKN | Port lotniczy Kandahar             |       |
| Afganistan                   | Mazar-i Szarif | MZR  | OAMS | Port lotniczy Mazar-i Szarif       |       |
| Arabia Saudyjska             | Dżudda         | JED  | OEJN | Port lotniczy Dżudda               |       |
| Chiny                        | Urumczi        | URC  | ZWWW | Port lotniczy Ürümqi-Diwopu        |       |
| Indie                        | Nowe Delhi     | DEL  | VIDP | Port lotniczy Indiry Gandhi        |       |
| Turcja                       | Ankara         | ESB  | LTAC | Port lotniczy Ankara               |       |
| Turcja                       | Stambuł        | IST  | LTBA | Port lotniczy Stambuł-Atatürk      |       |
| Rosja                        | Moskwa         | SVO  | UUEE | Port lotniczy Moskwa-Szeremietiewo |       |
| Zjednoczone Emiraty Arabskie | Dubaj          | DXB  | OMDB | Port lotniczy Dubaj                |       |

Aktualizacja: 4 maja 2018 r.

## Flota
Flota linii Ariana Afghan Airlines składa się z następujących samolotów
| Model           | Ilość | Zamówionych | Liczba pasażerów (biznes/ekonomiczna) |
| --------------- | ----- | ----------- | ------------------------------------- |
| Airbus A310-304 | 1 1   | –           | 210 (18/192) 237 (0/237)              |
| Boeing 737-400  | 2     | –           | 142 (8/134)                           |
| Razem:          | 4     | -           |                                       |

Aktualizacja: 4 maja 2018 r.

### Samoloty wycofane[21]
- Airbus A300B4
- Airbus A310-200
- Airbus A320-200
- Airbus A321-100
- Antonov An-12BP
- Antonov An-12T
- Antonov An-24
- Antonov An-24B
- Antonov An-24RV
- Antonov An-26
- Antonov An-26B

- Boeing 707-120B
- Boeing 707-320C
- Boeing 720B
- Boeing 727-100C
- Boeing 727-200
- Boeing 727-200F
- Boeing 737-300
- Boeing 737-800
- Boeing 747-200B
- Boeing 757-200
- Convair CV-440

- Douglas C-47
- Douglas C-47A
- Douglas C-54B
- Douglas C-54G
- Douglas DC-4
- Douglas DC-6A
- McDonnell Douglas DC-10-30
- Jak-40
- Tupolev Tu-134
- Tupolev Tu-154B
- Tupolev Tu-154M

## Katastrofy i wypadki
Poniższa lista obejmuje zdarzenia, które doprowadziły do co najmniej jednej ofiary śmiertelnej lub skutkowała znacznym zagrożeniem bezpieczeństwa.
| Data                 | Miejsce zdarzenia       | Numer lotu | Samolot           | Nr rej. | Ofiary | Ocaleni | Skrócony opis zdarzenia                                                                                               | Szczegóły |
| -------------------- | ----------------------- | ---------- | ----------------- | ------- | ------ | ------- | --- | --------- |
| 21 listopada 1959    | Liban, Bejrut           | 202        | Douglas DC-4      | YA-BAG  | 24     | 3       | Chwilę po starcie nastąpił pożar silnika                                                                              | Szczegóły |
| 5 stycznia 1969      | Wielka Brytania, Londyn | 701        | Boeing 727-100C   | YA-FAR  | 50     | 12      | Podczas lądowania we mgle, samolot uderzył w dom                                                                      | Szczegóły |
| 10 grudnia 1988      | Pakistan                | ???        | Antonov An-26     | ???     | 25     | 0       | Samolot został zestrzelony przez pakistańskich wojowników                                                             | Szczegóły |
| 18 czerwca 1989      | Iran, Zabol             | ???        | Antonov An-26     | YA-BAK  | 6      | 33      | Podczas lotu otworzyły się drzwi                                                                                      | Szczegóły |
| 29 maja 1992         | Afganistan, Kabul       | ???        | Tupolev Tu-154M   | YA-TAP  | 0      | 17      | Podczas lądowania samolot został trafiony w nos przez pocisk                                                          | Szczegóły |
| 11 września 1995     | Afganistan, Dżalalad    | ???        | Antonov An-26B    | TA-BAO  | 3      | 43      | W samolocie zabrakło paliwa przez co się robił podczas podejścia do lądowania                                         | Szczegóły |
| 29 października 1997 | Afganistan, Dżalalad    | ???        | Jak-40            | YA-KAE  | 1      | 0       | Samolot rozbił się podczas lądowania                                                                                  | Szczegóły |
| 19 marca 1998        | Afganistan, Kabul       | ???        | Boeing 727-228    | YA-FAZ  | 45     | 0       | Podczas schodzenia do lądowania w okolicach Kabulu uderzył w górę Shakh-e Barantay 300 stóp poniżej szczytu           | Szczegóły |
| 6 lutego 2000        | Wielka Brytania, Londyn | 805        | Boeing 727-228    | YA-FAY  | 0      | 187     | Samolot został porwany                                                                                                | Szczegóły |
| 23 marca 2007        | Turcja, Stambuł         | FG719      | Airbus A300B4-203 | YA-BAD  | 0      | 50      | Samolot przejechał pas startowy                                                                                       | Szczegóły |
| 8 maja 2014          | Afganistan, Kabul       | FG312      | Boeing 737-4Y0    | YA-PIB  | 0      | 132     | Podczas lądowania w Kabulu samolot nie wyhamował na pasie, uderzył w anteny ILS i zatrzymał 270 metrów za końcem pasa | Szczegóły |